# Smittina terraenovae
Smittina terraenovae är en mossdjursart som beskrevs av Brown 1954. Smittina terraenovae ingår i släktet Smittina och familjen Smittinidae. Inga underarter finns listade i Catalogue of Life.